# Åmot/Geithus
Åmot/Geithus is een plaats in de Noorse gemeente Modum, provincie Buskerud. Åmot/Geithus telt 5728 inwoners (2007) en heeft een oppervlakte van 6,72 km². De plaats is een samenklontering van twee dorpen: Åmot en Geithus.

## Sport
In Geithus ligt het Furumo Stadion met een schaatsbaan. Van 1927 tot 1995 werd op natuurijs gereden, met als toppunt het EK allround vrouwen in 1986. Vanaf 1995 werd de baan omgebouwd tot een openlucht kunstijsbaan. In 1999 werd hier het WK allround junioren verreden.